# The River (1938)
The River is een zwart-wit Amerikaanse documentairefilm uit 1938. Regisseur is Pare Lorentz, die ook de film The Plow that Broke the Plains heeft gedraaid.

## Inhoud
Het verhaal in de documentaire gaat over de Mississippi. Deze rivier heeft de bewoners van zijn stroomgebied veel voorspoed en ellende gebracht. Wij krijgen in een aantal secties steeds hetzelfde verhaal te horen, maar dan met een verschillende achtergrond.
Voorbeeld: Men ontdekte de enorme mogelijkheden van de bossen in het noorden van de Verenigde Staten, men kapte flink, en maakte enorme winsten. Volgende sectie geeft het beeld weer van een vernield en geblakerd stuk bos, waar niets meer wil groeien omdat alle vruchtbare grond is weggespoeld, omdat de aarde het water niet meer kan vasthouden; dat heeft onder meer tot gevolg dat de Mississippi stroomafwaarts de ondiep wordt om de voorraad water af te voeren en steeds maar weer overstroomt met alle ellende van dien. De beelden zullen zeker voor die tijd schokkend zijn geweest.

## Prijs
De film werd een enorm succes, zowel bij de critici als bij het publiek. In 1938 werd de film genomineerd en uiteindelijke gekozen als beste film op het Filmfestival Venetië; hij versloeg daarbij "Olympia" van Leni Riefenstahl. Een nominatie voor de Pulitzer-prijs was het gevolg. 

## Muziek
De muziek werd ook hier (net als in "The Plow") verzorgd door Virgil Thomson.